# Via Lemovicensis

Die historischen Jakobswege in Frankreich

Via Lemovicensis (frz. Voie limousine oder Voie de Vézelay) ist der lateinische Name eines der vier Jakobswege in Frankreich. 1998 hat die UNESCO diese „Wege der Jakobspilger in Frankreich“ als Weltkulturerbe ausgezeichnet.

## Pilgerweg
Die Via Lemovicensis verläuft über die namengebende Stadt Limoges. Der Versammlungs- und Startort ist jedoch Vézelay mit seiner Abtei de la Madeleine.
Auf seinem ersten Stück hat dieser Jakobsweg zwei Varianten: eine nördliche über La Charité-sur-Loire mit der Kirche Notre-Dame, Bourges und Châteauroux, und eine südliche über Nevers, Châteaumeillant und die Stiftskirche von Neuvy-Saint-Sépulchre. Beide vereinigen sich in Gargilesse-Dampierre an der Creuse.
Von dort führt die Via Lemovicensis südwestlich über Saint-Léonard-de-Noblat, Limoges und Périgueux. Bei Sainte-Foy-la-Grande überquert sie die Dordogne, in La Réole die Gironde, und eine Tagesetappe nach Mont-de-Marsan an der Abtei Saint-Sever die Adour. Im baskischen Ostabat trifft sie auf die Via Turonensis (von Tours kommend) und die Via Podiensis (von Le Puy-en-Velay kommend).
Unter dem Namen Via Podiensis führt sie bei Saint-Jean-Pied-de-Port über den Col de Roncevaux nach Spanien. Bis Puente la Reina wird dann die Bezeichnung Camino navarro verwendet. Dort kommt der vierte französische Jakobsweg, die Via Tolosana (mit der Pyrenäenüberquerung über den Col du Somport) dazu. Beide Zweige und ihre gemeinsame Fortsetzung nach Santiago de Compostela sind als Camino Francés ebenfalls Weltkulturerbe.
Der französische Fernwanderweg GR 654 ähnelt in seinem Verlauf der Via Lemovicensis. Zwischen Vezelay und Varzy folgt er zunächst der nördlichen historischen Wegführung, um dann jedoch abzubiegen und ab Nevers der südlichen Variante zu folgen. Hinter Périgueux nimmt er dann eine östlichere Route über Bergerac nach Montréal-du-Gers, wo er auf die Via Podiensis trifft.

## Verlauf
| Departement          | Orte in der Reihenfolge des Erreichens |
| Nördlicher Weg       | |
| Yonne                | Vézelay – Chamoux – La Maison-Dieu |
| Nièvre               | Asnois – Tannay – Cervenon – Cuncy-lès-Varzy – Varzy – Champlemy – Châteauneuf-Val-de-Bargis – Arbourse – Murlin – Raveau – La Charité-sur-Loire |
| Cher                 | La Chapelle-Montlinard – Saint-Martin-des-Champs – Sancergues – Charentonnay – Couy – Gron – Brécy – Sainte-Solange – Bourges – La Chapelle-Saint-Ursin – Morthomiers – Villeneuve-sur-Cher – Chârost                                                                                       |
| Indre                | Issoudun – Déols – Châteauroux – Velles – Argenton-sur-Creuse – Gargilesse-Dampierre |
| Südlicher Weg        | |
| Yonne                | Vézelay – Pierre-Perthuis |
| Nièvre               | Bazoches – Lormes – Corbigny – Saint-Révérien – Prémery – Nevers – Saint-Pierre-le-Moûtier |
| Allier               | Lurcy-Lévis |
| Cher                 | Charenton-du-Cher – Saint-Amand-Montrond – Bruère-Allichamps – Meillant – Le Châtelet – Châteaumeillant |
| Indre                | La Châtre – Neuvy-Saint-Sépulchre – Cluis – Éguzon-Chantôme – Gargilesse-Dampierre |
| Gemeinsam            | |
| Indre                | Gargilesse-Dampierre – Cuzion – Éguzon-Chantôme |
| Creuse               | Crozant – La Chapelle-Baloue – Lourioux – La Maisonbraud – Saint-Germain-Beaupré – Saint-Agnant-de-Versillat – Les Chassagnes – Bousseresse – La Souterraine – Saint-Priest-la-Feuille – La Rebeyrolle – Grand Neyrat – Bénévent-l’Abbaye – Marsac – Les Rorgues – Arrènes – Saint-Goussaud |
| Haute-Vienne         | Redondessagne – Milemilange – La Besse – Les Billanges – Saint-Laurent-les-Églises – Le Châtenet-en-Dognon – Lajoumard – Saint-Léonard-de-Noblat – La Chapelle-Montbrandeix – Feytiat – Limoges – Mérignac – Aixe-sur-Vienne – Saint-Martin-le-Vieux – Séreilhac – Châlus                   |
| Dordogne             | La Coquille – Chalais – Thiviers – Saint-Jean-de-Côle – Brantôme – Sorges – Cornille – Périgueux – Chancelade – Le Buisson-de-Cadouin – Campsegret – Lembras – Bergerac – Saint-Laurent-des-Vignes – Sigoulès – Eymet                                                                       |
| Lot-et-Garonne       | La Sauvetat-du-Dropt – Duras |
| Gironde              | Sainte-Foy-la-Grande – Pellegrue – Saint-Ferme – Monségur – Roquebrune – Saint-Hilaire-de-la-Noaille – La Réole – Pondaurat – Auros – Bazas – Cudos – Captieux |
| Landes               | Retjons – Roquefort – Bostens – Gaillères – Bougue – Mont-de-Marsan – Saint Pierre-du-Mont – Benquet – Saint-Sever – Audignon – Horsarrieu – Hagetmau – Labastide-Chalosse – Argelos – Beyries                                                                                              |
| Pyrénées-Atlantiques | Sault-de-Navailles – Sallespisse – Orthez – L’Hôpital-d’Orion – Sauveterre-de-Béarn – Ostabat |

Die Association de Coopération Interrégionale Les Chemins Saint-Jacques de Compostelle definiert nördlichen und südlichen Weg teilweise anders. Danach biegt der nördliche Weg in Neuvy-Pailloux nach Süden ab: Ardentes – Neuvy-Saint-Sépulchre – Cluis – Éguzon-Chantôme – Gargilesse-Dampierre und weiter auf dem gemeinsamen Weg. Der südliche Weg wird dafür so beschrieben, dass er ab Saint-Amand-Montrond das Departement Indre südlich umgeht, die Creuse südlich von Guéret überquert und erst bei Saint-Laurent-les-Églises auf den Hauptweg trifft.
Zwischen Bazas und Mont-de-Marsan gibt es auch folgende Variante:
Bazas – Lencouacq – Cachen – Maillères – Canenx-et-Réaut – Lucbardez-et-Bargues – Saint Avit – Mont-de-Marsan

## Bildergalerie

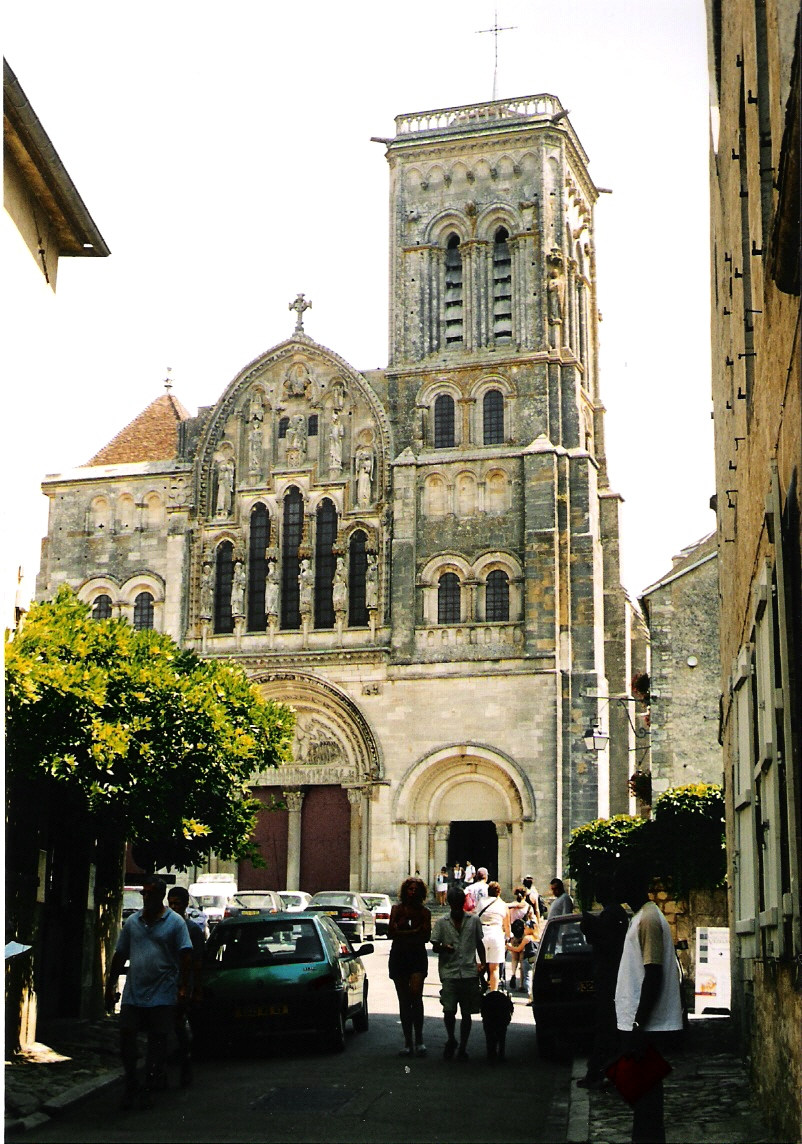
Abbaye de Vézelay
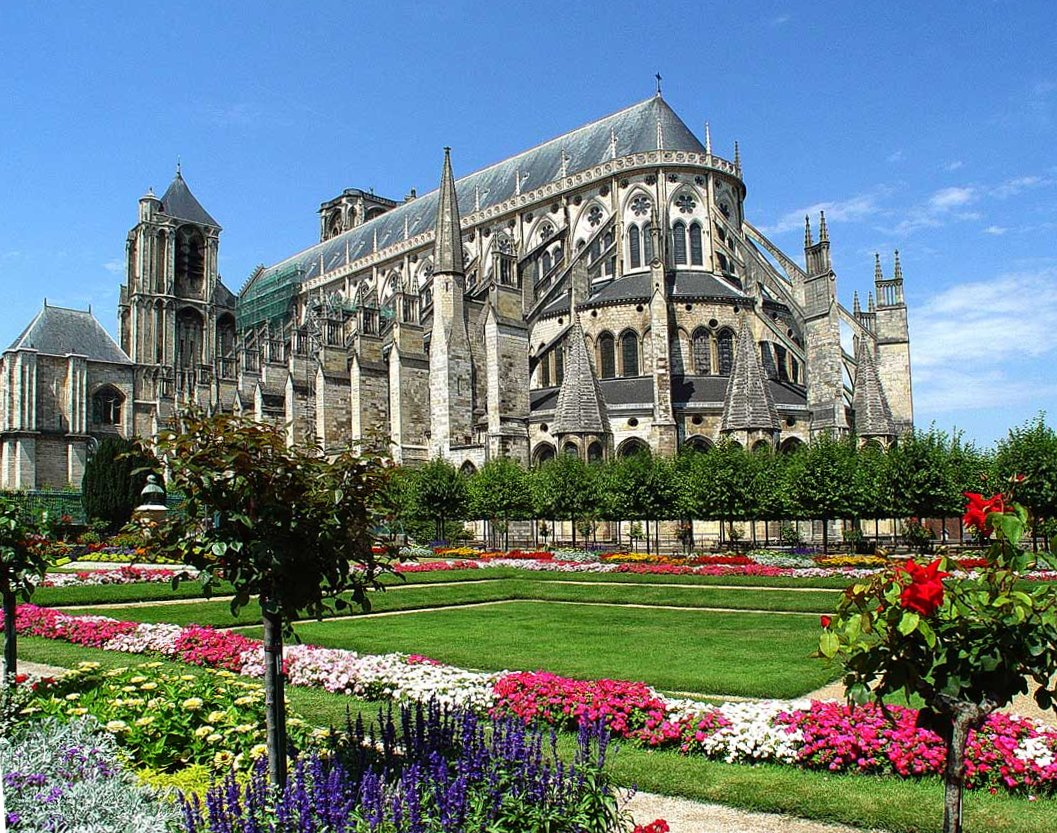
Die Kathedrale Saint-Étienne in Bourges
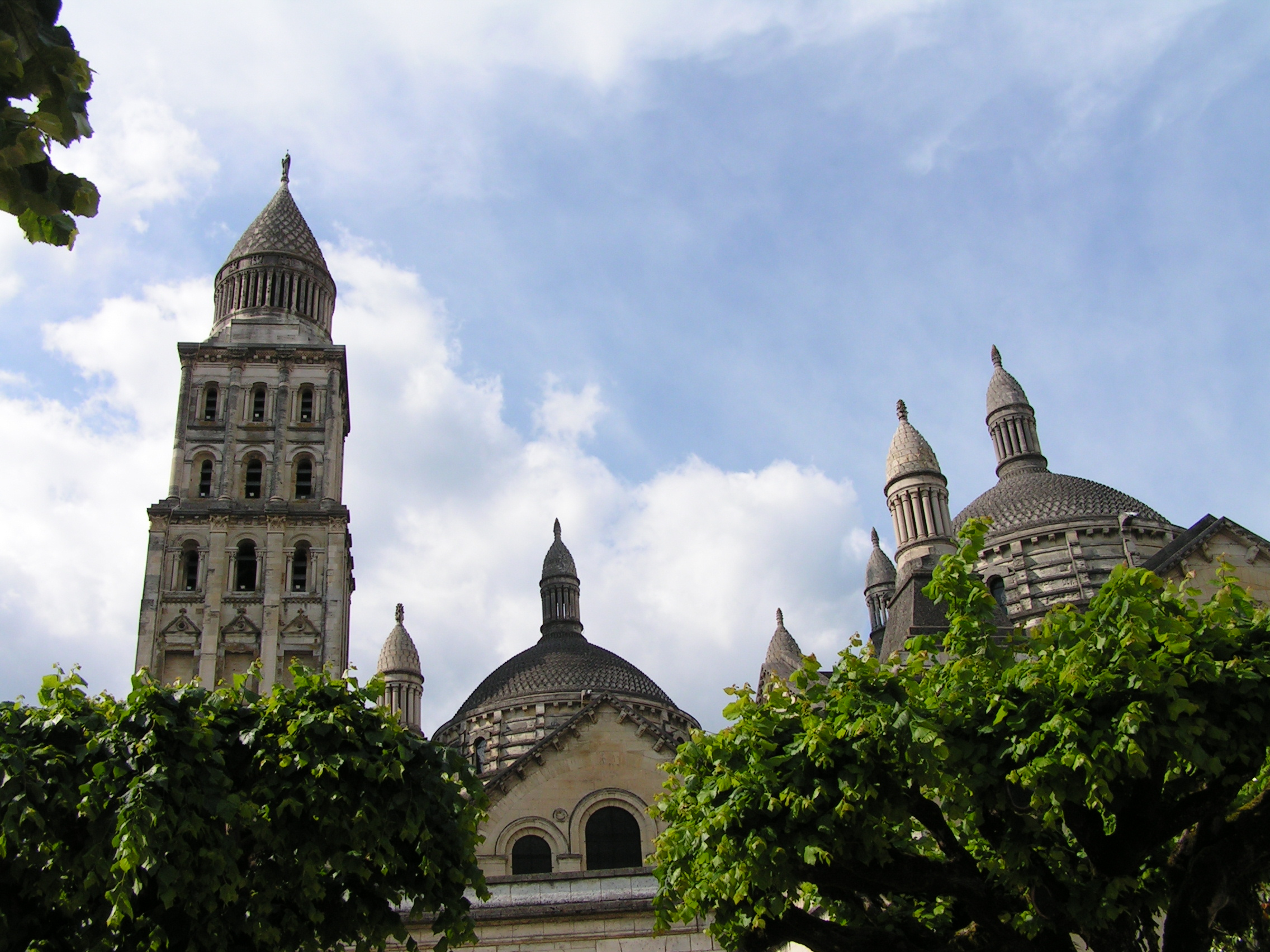
Die Kathedrale Saint-Front in Périgueux
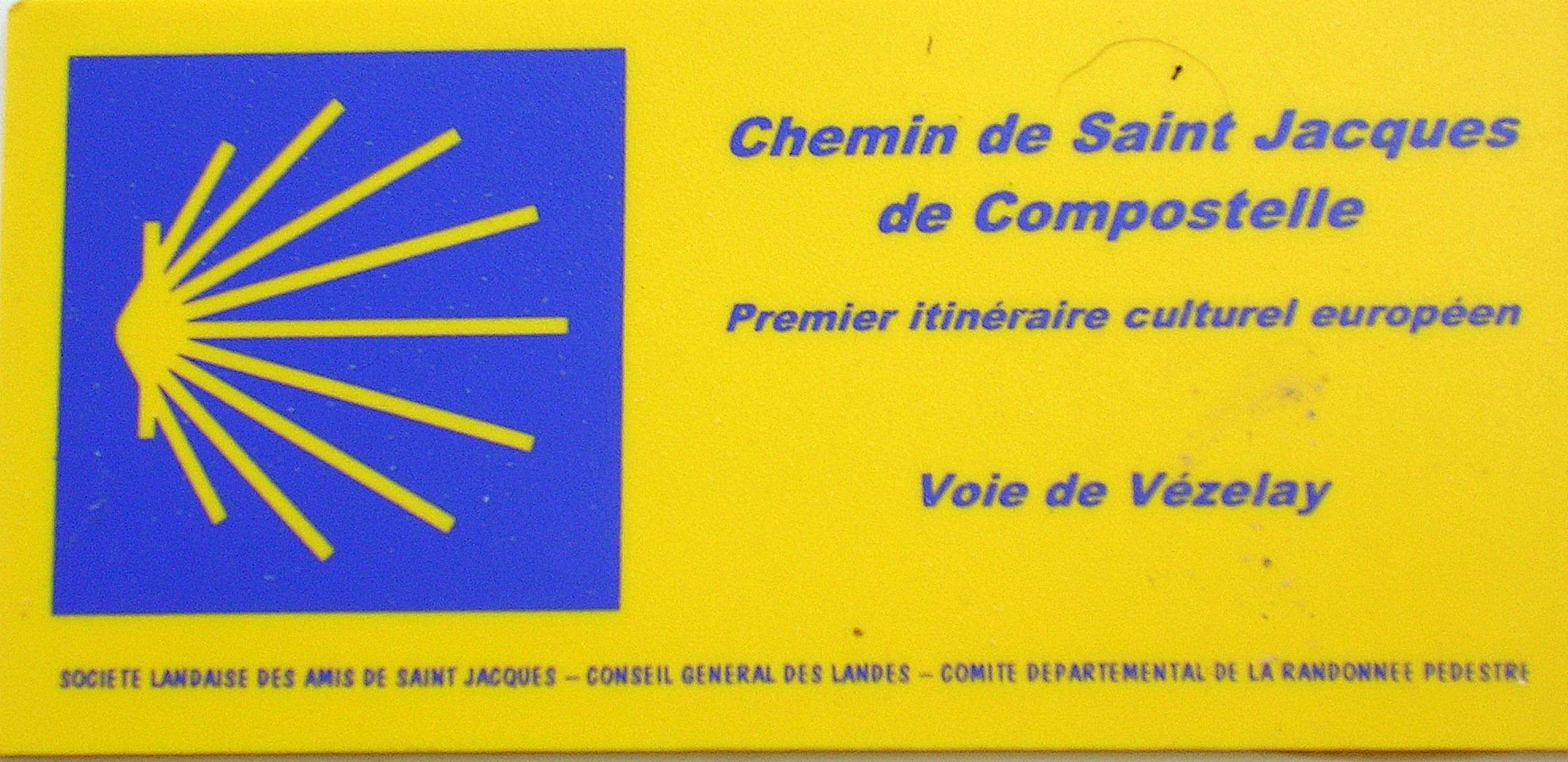
Wegmarkierung in den Landes
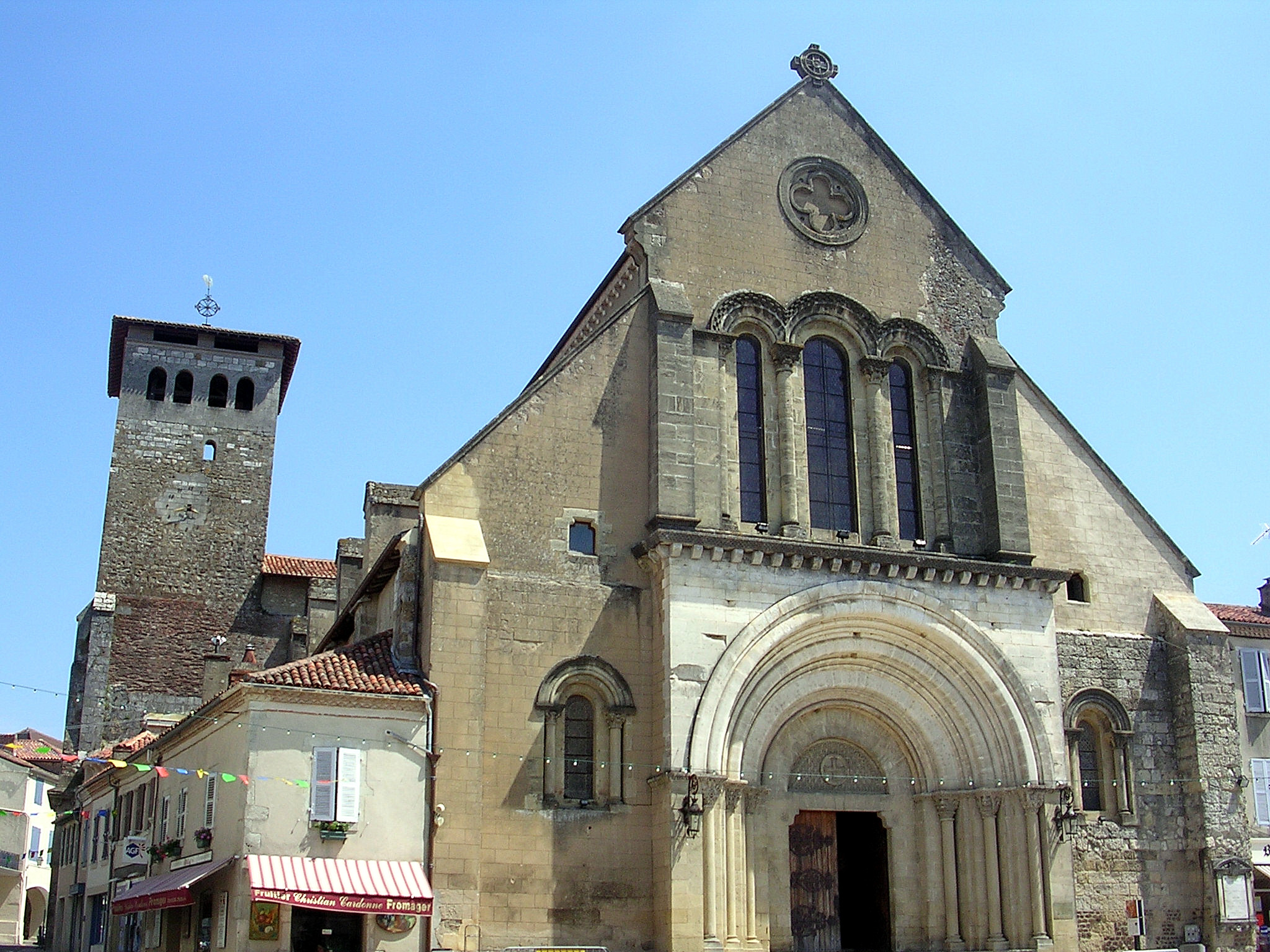
Abtei von Saint-Sever

## Nachweise
1. ↑  Karte, Wegbeschreibung der A.C.I.R.